# Sambruksförening
Sambruksförening, särskild form av ekonomisk förening, företagsform som förekommer bland annat inom jordbruk.